# Provincia de Célebes Suroriental
Célebes Suroriental (indonesio: Sulawesi Tenggara) es una de las provincias pertenecientes a la República de Indonesia ubicada en la isla de Célebes. Su ciudad capital es la ciudad de Kendari.

## Territorio y población
La población de Célebes Suroriental es de 1.959.414 personas. La extensión territorial de esta provincia es de 38.140 kilómetros cuadrados. La mayor parte del territorio y la población se encuentran en Célebes, aunque la provincia está compuesta por otras islas como Buton o Muna. La densidad poblacional es de 51,37 habitantes por kilómetro cuadrado. La provincia ocupa la parte sureste de la Isla de Célebes que tiene 2 vecinos al norte con la Provincia de Célebes Meridional y al noroeste con la Provincia de Célebes Central rodea las costas de los Mares de Banda y Flores en los océanos Pacífico e  Índico